# آنا بيسونوفا
غانا فولديميروفنا بيسونوفا (بالأوكرانية: Ганна Володимирівна Безсонова) هي لاعبة جمباز أوكرانية ولدت في يوم 29 يوليو 1984 في كييف. أبرز إنجازاتها هو فوزها بميداليتين برونزيتين في دورتي الألعاب الأولمبية الصيفية 2004 في أثينا والألعاب الأولمبية الصيفية 2008 في بكين، كما فازت ب27 ميدالية منها 5 ميداليات ذهبية و15 ميدالية فضية و7 برونزية.